# براندون هالسی
براندون هالسی (انگلیسی: Brandon Halsey; ۱۶ سپتامبر ۱۹۸۶ – ) ورزشکار هنرهای رزمی ترکیبی اهل ایالات متحده آمریکا بود.